# 谷澤達也
谷澤 達也（やざわ たつや、1984年10月3日 - ）は、静岡県志太郡大井川町（現・焼津市）出身の元サッカー選手。ポジションはミッドフィールダー（MF）。

## 来歴
元々野球好きであったが、親の負担を考え、3歳年上の兄を追って小学4年生からサッカーを始めた。中学時代はEWS・FCに所属し、同学年の成岡翔とともに、1年生から主力として活躍した。2000年に静岡学園高校へ進学。2、3年次に全国高校サッカー選手権に出場し、2年次にはベスト16へ進出。高校の1学年上には永田充、同学年には安藤淳、1学年下には、小林祐三、松下幸平、横山拓也、2学年下には狩野健太で、谷澤が背負った背番号10は狩野へと引き継がれた。
2003年に高校を卒業し、Jリーグ・柏レイソルへ入団。1年目から出場機会を得て同年5月の第9節横浜FM戦でJリーグ初得点を記録。同年10月にA契約を締結した。また同年にはU-20日本代表としてFIFAワールドユースに出場。大熊清監督からはスーパーサブを任され、前線での巧みなボールキープで 劣勢の流れを変え、2アシストを記録。ベスト8進出を果たした。2006年は柏のJ2降格に伴う戦力再編もあって、大幅に出場時間を伸ばし1年でのJ1復帰に貢献。同年入籍。J1に昇格したチームでは果敢にドリブルを仕掛け攻撃のアクセントとなったが 好不調の波が大きく、シーズン通してのレギュラーを確保することはできなかった。
2008年、ジェフユナイテッド市原・千葉へ完全移籍。自身初の移籍によって結果を求める貪欲さが磨かれ、右サイドハーフのレギュラーとして定着。優れた攻撃センスと相手の意表を突くボールコントロールを武器に7得点6アシストを記録した。特に2008年J1最終節・FC東京戦では、0-2でリードを許す展開から出場すると、2得点1アシストの活躍でチームの逆転勝利・逆転残留の立役者となった。2009年にはチーム2位タイとなる32試合に出場するも、奮戦実らずJ2降格を喫した。
2011年、大熊が指揮を執るFC東京へ完全移籍。決定機を逸する場面も見られたが、ペナルティーキックの獲得やリーグ最多のアシストなど得点に絡むプレーでチームのJ2優勝に貢献した。2012年も攻撃的MFに負傷離脱者が相次ぐ中でも安定して出場を続けていたが、同年半ばに古巣・千葉からJ1昇格のための“切り札”として熱烈なオファーを受ける。FC東京にとっては主力の一角をシーズン途中で失うため痛手ではあったが、谷澤の加入以来の継続した貢献を認め、本人の意思を尊重する形で移籍を容認。谷澤自身も千葉をJ2に降格させたさせたまま退団したことに悔いを残していたことから移籍を決意。
2012年8月、千葉へ完全移籍。変幻自在で予想の付かないプレーぶりは健在で すぐにレギュラーへ定着。2013年は攻守の連携がかみ合わないチーム状況に併せ、周囲に気を配りバランスを取るプレーを見せたが、これが奏功せずリーグ戦終盤は不調に陥り 控えへ追いやられた。2014年、FC東京在籍時以来着用していた背番号「39」を「8」へと変更。主に左サイドハーフに入り攻撃の生命線として リズムを作り、チームを勢い付けた。
2016年1月10日、J2FC町田ゼルビアへ期限付き移籍が発表された。2017年、町田に完全移籍を果たした。
2017年を持ってFC町田ゼルビアと契約満了に伴い退団した。
2018年1月、自身初となるJ3挑戦を選択。SC相模原に完全移籍で加入した。
2019年、藤枝MYFCへの完全移籍が発表された。
2021年11月22日、同年シーズン限りでの現役引退を発表。
2022年1月21日、藤枝MYFCアカデミースタッフに就任したと発表があった。

## エピソード
- 「天才」と形容される一方で[14]、独特で不思議な[13]世界観（ヤザワールド[39][40]）を持ち、明るく天然系の[13]ムードメーカー[25]として親しまれる。
  - 週刊サッカーマガジン読者プレゼント用の色紙には、一言「俺の目」と書いた。意図を理解できなかった記者から質問を受けると「ヒントは、オレはオレです」と返答。谷澤の言葉を引き継ぐ形で「柏レイソルには変わり者が多いようだ」と記されてしまった[6]。
  - 2008年、「俺たちジェフ」という試合後のパフォーマンスを発案[13]。好評を博し、クラブでは俺たちジェフ！のロゴを用いたグッズが数多く作られた。谷澤のJ1リーグ戦100試合出場記念Tシャツにも同じロゴが用いられた[41]。谷澤の退団によって2011年には途絶えてしまったが[42]、2012年の谷澤復帰に伴い復活。
  - FC東京在籍時には奇妙な[19]ゴールパフォーマンスを連発。土下座[19]、白鳥[43]、カエル倒立[44] とその脈絡は無く、前二つはU-20代表以来の親友・今野泰幸との共同立案[19][43]。

## 所属クラブ
- 1991年 - 1996年 焼津市立大井川東小学校[11]
- 1997年 - 1999年 EWS FC (焼津市立大井川中学校)[11]
- 2000年 - 2002年 静岡学園高校
- 2003年 - 2007年  柏レイソル
- 2008年 - 2010年  ジェフユナイテッド市原・千葉
- 2011年 - 2012年8月  FC東京
- 2012年8月 - 2016年  ジェフユナイテッド市原・千葉
  - 2016年  FC町田ゼルビア（期限付き移籍）
- 2017年  FC町田ゼルビア
- 2018年  SC相模原
- 2019年 - 2021年  藤枝MYFC

## 個人成績
| 国内大会個人成績 | 国内大会個人成績 | 国内大会個人成績 | 国内大会個人成績 | 国内大会個人成績 | 国内大会個人成績 | 国内大会個人成績 | 国内大会個人成績 | 国内大会個人成績 | 国内大会個人成績 | 国内大会個人成績 | 国内大会個人成績 |
| 年度             | クラブ           | 背番号           | リーグ           | リーグ戦         | リーグ戦         | リーグ杯         | リーグ杯         | オープン杯       | オープン杯       | 期間通算         | 期間通算         |
| 年度             | クラブ           | 背番号           | リーグ           | 出場             | 得点             | 出場             | 得点             | 出場             | 得点             | 出場             | 得点             |
| 日本             | 日本             | 日本             | 日本             | リーグ戦         | リーグ戦         | リーグ杯         | リーグ杯         | 天皇杯           | 天皇杯           | 期間通算         | 期間通算         |
| ---------------- | ---------------- | ---------------- | ---------------- | ---------------- | ---------------- | ---------------- | ---------------- | ---------------- | ---------------- | ---------------- | ---------------- |
| 2003             | 柏               | 15               | J1               | 14               | 2                | 1                | 0                | 1                | 0                | 16               | 2                |
| 2004             | 柏               | 15               | J1               | 26               | 0                | 4                | 0                | 1                | 0                | 31               | 0                |
| 2005             | 柏               | 15               | J1               | 21               | 1                | 4                | 0                | 1                | 0                | 26               | 1                |
| 2006             | 柏               | 28               | J2               | 32               | 2                | -                | -                | 2                | 1                | 34               | 3                |
| 2007             | 柏               | 28               | J1               | 23               | 1                | 4                | 0                | 1                | 1                | 28               | 2                |
| 2008             | 千葉             | 16               | J1               | 28               | 7                | 7                | 0                | 0                | 0                | 35               | 7                |
| 2009             | 千葉             | 16               | J1               | 32               | 3                | 5                | 1                | 3                | 0                | 40               | 4                |
| 2010             | 千葉             | 16               | J2               | 28               | 5                | -                | -                | 2                | 0                | 30               | 5                |
| 2011             | FC東京           | 39               | J2               | 37               | 5                | -                | -                | 6                | 3                | 43               | 8                |
| 2012             | FC東京           | 39               | J1               | 20               | 1                | 2                | 0                | -                | -                | 21               | 1                |
| 2012             | 千葉             | 39               | J2               | 14               | 2                | -                | -                | 2                | 1                | 16               | 3                |
| 2013             | 千葉             | 39               | J2               | 38               | 4                | -                | -                | 2                | 0                | 40               | 4                |
| 2014             | 千葉             | 8                | J2               | 39               | 6                | -                | -                | 2                | 1                | 41               | 7                |
| 2015             | 千葉             | 8                | J2               | 33               | 1                | -                | -                | 1                | 0                | 34               | 1                |
| 2016             | 町田             | 8                | J2               | 38               | 1                | -                | -                | 0                | 0                | 38               | 1                |
| 2017             | 町田             | 8                | J2               | 29               | 1                | -                | -                | 0                | 0                | 29               | 1                |
| 2018             | 相模原           | 8                | J3               | 31               | 7                | -                | -                | -                | -                | 31               | 7                |
| 2019             | 藤枝             | 14               | J3               | 31               | 0                | -                | -                | -                | -                | 31               | 0                |
| 2020             | 藤枝             | 14               | J3               | 32               | 3                | -                | -                | -                | -                | 32               | 3                |
| 2021             | 藤枝             | 14               | J3               | 7                | 0                | -                | -                | -                | -                | 7                | 0                |
| 通算             | 日本             | 日本             | J1               | 164              | 15               | 27               | 1                | 7                | 1                | 198              | 17               |
| 通算             | 日本             | 日本             | J2               | 288              | 27               | -                | -                | 17               | 6                | 305              | 33               |
| 通算             | 日本             | 日本             | J3               | 101              | 10               | -                | -                | -                | -                | 101              | 10               |
| 総通算           | 総通算           | 総通算           | 総通算           | 553              | 52               | 27               | 1                | 24               | 7                | 604              | 60               |

その他の公式戦
- 2004年
  - J1・J2入れ替え戦 2試合1得点
- 2005年
  - J1・J2入れ替え戦 1試合0得点
- 2012年
  - スーパーカップ 1試合0得点
  - J1昇格プレーオフ 2試合0得点
- 2013年 
  - J1昇格プレーオフ 1試合0得点
- 2014年 
  - J1昇格プレーオフ 1試合0得点

| 国際大会個人成績 | 国際大会個人成績 | 国際大会個人成績 | 国際大会個人成績 | 国際大会個人成績 |
| 年度             | クラブ           | 背番号           | 出場             | 得点             |
| AFC              | AFC              | AFC              | ACL              | ACL              |
| ---------------- | ---------------- | ---------------- | ---------------- | ---------------- |
| 2012             | FC東京           | 39               | 7                | 2                |
| 通算             | AFC              | AFC              | 7                | 2                |

出場歴
- 2003年4月12日：Jリーグ初出場 - J1 1st第3節 vs京都パープルサンガ (鴨池)[4]
- 2003年5月17日：Jリーグ初得点 - J1 1st第9節 vs横浜F・マリノス (柏)[4]
- 2008年7月26日：J1・100試合出場 - J1第19節 vsヴィッセル神戸 (神戸ユニバー)[41]
- 2013年7月27日：Jリーグ300試合出場 - J2第26節 vs徳島ヴォルティス (フクアリ)
- 2019年8月3日：Jリーグ500試合出場 - J3第19節 vsカターレ富山 (富山県総合運動公園陸上競技場)

## 出演

### テレビ
- 母の味宅配便（BSジャパン、2015年7月15日）
  - 本人の母が作った思い出の弁当を谷澤本人の元へ届けた。当時弁当を食べていたのは小学生から中学生までだという。

## タイトル
- Jリーグ ディビジョン2 (2011年)
- 天皇杯全日本サッカー選手権大会 (2011年)